# Gare de Grenelle-marchandises
Gare de Grenelle-marchandises je zrušené nákladové nádraží v Paříži v 15. obvodu. Nádraží bylo v provozu na trati Petite Ceinture.

## Lokace
Nádraží se rozkládalo v ulici Rue Leblanc mezi nábřežím Seiny a bývalými městskými hradbami. 

## Historie
Nádraží bylo propojeno s dílnami pařížského metra v Rue Desnouettes, s továrnou Citroën (kde posléze vznikl parc André-Citroën a další stavby) a s továrnou Renault. Stanice byla uzavřena 1. dubna 1934.
Krátce po demolici nádraží zde probíhaly testy experimentálního vozidla ARAMIS, což byl druh metra na pneumatikách.